# Ylä-Vuotsa
Ylä-Vuotsa är en sjö i kommunen Ilomants i landskapet Norra Karelen i Finland. Den är 6,1 meter djup. Arean är 42 hektar och strandlinjen är 5,2 kilometer lång. Sjön  ingår i Vuoksens huvudavrinningsområde.   Den ligger omkring 50 kilometer nordöst om Joensuu och omkring 420 kilometer nordöst om Helsingfors. 
I sjön finns ön Markettasaari. 